# Liste der Prinzen namens Karl

## Prinzen von Baden
- Karl wurde am 9. März 1832 als jüngster Sohn des Großherzogs Leopold und dessen Frau, der schwedischen Prinzessin Sophie Wilhelmine von Holstein-Gottorp, geboren und starb am 3. Dezember 1906.

## Prinzen von Bayern
- Karl Theodor Maximilian August wurde am 7. Juli 1795 in Mannheim als fünftes Kind und zweiter Sohn des nachmaligen Königs Maximilian I. Joseph von Bayern und dessen Gemahlin Augusta Wilhelmine Maria von Hessen-Darmstadt geboren und starb am 19. August 1875 in Tegernsee. Er war in morganatischen Ehen mit Marie-Anne-Sophie Petin und mit Henriette Schöller verheiratet.

## Prinzen von Belgien
- Karl Theodor Heinrich Anton Meinhard wurde am 10. Oktober 1903 als zweiter Sohn von Albert I. von Belgien und dessen Gemahlin Elisabeth in Bayern geboren und starb am 1. Juni 1983. Er trug den Titel eines Grafen von Flandern.

## Prinzen von Dänemark
- Karl wurde am 26. Oktober 1680 als vierter Sohn von Christian V. von Dänemark und dessen Frau Charlotte von Hessen-Kassel geboren und starb am 8. Juli 1729.
- Karl wurde am 16. Februar 1728 als unehelicher Sohn von Friedrich IV. von Dänemark geboren und starb am 8. Juli 1729.

## Prinzen von Frankreich
- Karl wurde 1084 als dritter Sohn von Philipp I. von Frankreich und dessen erster Gemahlin Bertha von Westfriesland geboren.
- Karl I. wurde im März 1226 als neunter Sohn von Ludwig VIII. von Frankreich und dessen Gemahlin Blanche von Kastilien geboren und starb am 7. Januar 1285. Er trug den Titel eines Grafen von Anjou und Provence. Zudem war er König von Neapel und Sizilien. Karl I. war in erster Ehe mit Beatrice de Provence verheiratet. In zweiter Ehe vermählte er sich mit Marguerite von Burgund. Aus beiden Ehen stammen Kinder.
- Karl I. wurde am 12. März 1270 als vierter Sohn von Philipp III. von Frankreich und dessen erster Gemahlin Isabella von Aragón geboren und starb am 16. Februar 1318. Er trug die Titel eines Grafen von Alençon, Anjou, Barcelona, Chartres, Maine, Perche und Valois. In erster Ehe heiratete er Marguerite von Anjou-Sizilien. In zweiter Ehe nahm er Catherine de Courtenay zur Frau. Als letztes vermählte sich dann mit Mathilde de Chatillon. Aus allen drei Ehen stammen Kinder.
- Karl II. wurde 1314 als Sohn von Karl I. von Valois und dessen dritter Gemahlin Mathilde de Chatillon geboren und starb am 26. August 1346. Er trug den Titel eines Herzogs von Alençon. Karl II. war in erster Ehe mit Jeanne de Joigny verheiratet. In zweiter Ehe vermählte er sich mit Maria de la Creda. Schließlich nahm er dann Sophia von Württemberg zur dritten Frau.
- Karl wurde am 25. September 1386 als ältester Sohn von Karl VI. von Frankreich und dessen Gemahlin Elisabeth von Bayern geboren und starb am 28. Dezember 1386. Er trug den Titel eines Dauphins von Frankreich und war Graf von Viennois.
- Karl wurde am 6. Februar 1392 als zweiter Sohn von Karl VI. von Frankreich und dessen Gemahlin Elisabeth von Bayern geboren und starb am 13. Januar 1401. Er trug den Titel eines Dauphins von Frankreich, eines Herzogs von Guyenne und eines Grafen von Viennois.
- Karl wurde am 28. Dezember 1445 als fünfter Sohn von Karl VII. von Frankreich und dessen Gemahlin Maria von Anjou geboren und starb am 12. Mai 1472. Er trug den Titel eines Herzogs von Berry, Normandie, Champagne und Guyenne.
- Karl Orland wurde am 10. Oktober 1492 als ältester Sohn von Karl VIII. von Frankreich und dessen Gemahlin Anna von Bretagne geboren und starb am 6. Dezember 1495. Er trug den Titel eines Dauphins von Frankreich.
- Karl wurde am 8. September 1496 als zweiter Sohn von Karl VIII. von Frankreich und dessen Gemahlin Anna von Bretagen geboren und starb am 2. Oktober 1496. Er trug den Titel eines Dauphins von Frankreich.
- Karl wurde am 11. Oktober 1522 als dritter Sohn von Franz I. von Frankreich und dessen Gemahlin Claudia von Frankreich geboren und starb am 9. September 1545. Er trug den Titel eines Herzogs von Orléanes, Angouleme und Milan.
- Karl wurde am 28. April 1573 als unehelicher Sohn von Karl IX. von Frankreich geboren und starb am 24. September 1650. Er trug den Titel eines Herzogs von Angouleme.
- Karl wurde 1663 als unehelicher Sohn von Ludwig XIV. von Frankreich geboren und starb 1666.
- Karl Emanuel Moritz wurde am 31. August 1786 als dritter Sohn von Ludwig von Frankreich und dessen Gemahlin Maria Anna von Bayern geboren und starb am 4. Mai 1714. Er trug den Titel eines Herzogs von Berry. Karl war mit Luise von Orléanes verheiratet.
- Karl Ferdinand Ludwig Philipp Emanuel wurde am 1. Januar 1820 als vierter Sohn von Ludwig Philipp I. von Frankreich und dessen Gemahlin Maria Amalia von Sizilien geboren und starb am 26. Juli 1828. Er trug den Titel eines Herzogs von Penthieve.

## Prinzen von Großbritannien
- Karl Jakob wurde am 13. Mai 1629 als ältester Sohn von Karl I. von England und dessen Gemahlin Henrietta Maria von Frankreich geboren und starb am 13. Mai 1629. Er trug den Titel eines Herzogs von Cornwall und eines Fürsten von Wales.
- Karl wurde 1657 als unehelicher Sohn von Karl II. von England geboren und starb am 17. Oktober 1680. Er trug den Titel eines Grafen von Plymouth. Karl war mit Brigitte Osborne verheiratet.
- Karl wurde am 22. Oktober 1660 als ältester Sohn von Jakob II. von England und dessen erster Frau Anne Hyde geboren und starb am 5. Mai 1661. Er trug den Titel des Herzogs von Cambridge.
- Karl wurde am 18. Juni 1662 als unehelicher Sohn von Karl II. von England geboren und starb am 9. September 1730. Er war Graf von Southampton, Cleveland und Chichester. In erster Ehe war er mit Maria Wood verheiratet, in zweiter Ehe nahm er Anne Poultney zur Frau.
- Karl wurde am 4. Juli 1666 als dritter Sohn von Jakob II. von England und dessen erster Gemahlin Anne Hyde geboren und starb am 22. Mai 1667. Er trug den Titel eines Herzogs von Kendal.
- Karl wurde am 8. Mai 1670 als unehelicher Sohn von Karl II. von England geboren und starb am 10. Mai 1726. Karl trug den Titel eines Grafen von St. Albans. Er war mit Diane de Vere verheiratet.
- Karl wurde am 29. Juli 1672 als unehelicher Sohn von Karl II. von England geboren und starb am 27. Mai 1723. Er war mit Anne Brudemell verheiratet.
- Karl wurde am 7. November 1677 als ältester Sohn von Jakob II. von England und dessen zweiter Gemahlin Maria Beatrice von Modena geboren und starb am 12. Dezember 1677. Er trug den Titel eines Herzogs von Cambridge.
- Karl wurde 1686 als unehelicher Sohn von Jakob II. von England geboren und starb 1687.
- Karl wurde am 15. September 1698 als dritter Sohn von Anne von Großbritannien (damals noch Prinzessin Anne von Dänemark) und deren Gemahl Georg von Dänemark geboren und starb am 15. September 1698.
- Karl Eduard wurde am 31. Dezember 1720 als ältester Sohn von Jakob Franz von Großbritannien und dessen Gemahlin Maria Sobieska geboren und starb am 30. Januar 1788. Er war mit Luise von Geldern verheiratet und hatte mit ihr die Tochter Charlotte.
- Karl Philipp Arthur Georg wurde am 14. November 1948 als ältester Sohn von Elisabeth II. von Großbritannien und deren Gemahl Philipp von Griechenland geboren. Er trägt den Titel eines Fürsten von Wales. Am 23. Juni 1981 vermählte er sich mit Diana Spencer, mit der er die Söhne Wilhelm Arthur (* 21. Juni 1982) und Heinrich Karl (* 15. September 1984) hat. Nach Scheidung der Ehe heiratete er am 9. April 2005 Camilla Parker Bowles.

## Prinzen von Lothringen
- Karl Alexander von Lothringen  wurde am 12. Dezember 1712 in Lunéville als Sohn des Herzogs Leopold und der Élisabeth Charlotte d’Orléans geboren. Er war Hochmeister des Deutschen Ordens, kaiserlicher Feldmarschall der österreichischen Habsburger und von 1744 bis 1780 Gouverneur und Generalkapitän der Österreichischen Niederlande.

## Prinzen von Portugal
- Karl wurde am 18. Februar 1520 als Sohn von Manuel I. (Portugal) von Portugal und dessen dritter Gemahlin Eleonore von Österreich geboren und starb am 15. April 1520.
- Karl wurde am 2. Mai 1716 als dritter Sohn von Johann V. von Portugal und dessen Gemahlin Maria Anna von Österreich geboren und starb am 29. März 1736.

## Prinzen von Savoyen/Italien
- Karl Humbert wurde 1601 als unehelicher Sohn von Karl Emanuel I. von Savoyen geboren und starb am 15. Januar 1665. Er war mit Claudia Ferrero verheiratet.
- Karl Franz Agostino wurde als unehelicher Sohn von Karl Emanuel II. von Savoyen geboren. Er trug den Titel eines Grafen di Lanto. Karl war mit Barbara di Piesaco verheiratet.
- Karl Amadeus Philibert wurde als unehelicher Sohn von Viktor Amadeus von Savoyen-Carignan geboren. Er trug den Titel eines Grafen von Racconigri. Karl war mit Christine de la Tour Remoular verheiratet.
- Karl Franz Romauldo wurde am 23. Juli 1733 als dritter Sohn von Karl Emanuel III. von Sardinien und dessen zweiter Gemahlin Polyxene von Hessen-Rheinfels-Rotenburg geboren und starb am 28. Dezember 1733. Er trug den Titel eines Herzogs von Chablais.
- Karl Franz Maria August wurde am 1. Dezember 1738 als ältester Sohn von Karl Emanuel III. von Sardinien und dessen dritter Ehefrau Elisabeth von Lothringen geboren und starb am 25. März 1745.
- Karl Emanuel wurde am 24. Oktober 1770 als Sohn von Viktor von Savoyen-Carignan und dessen Gemahlin Marie von Lothringen geboren und starb am 16. August 1800. Er trug den Titel eines Herzogs von Savoyen-Carignan. Karl war mit Maria Christina von Sachsen verheiratet.
- Karl Emanuel wurde am 3. September 1796 als Sohn von Viktor Emanuel I. von Sardinien und dessen Ehefrau Maria von Modena geboren und starb am 9. August 1799. Er trug den Titel eines Grafen von Vercelli.
- Karl Albert wurde am 2. Juni 1851 als vierter Sohn von Viktor Emanuel II. von Italien und dessen Gemahlin Adelheid von Österreich geboren und starb am 28. Juni 1854. Er trug den Titel eines Herzogs von Chablais.

## Prinzen von Schweden
- Karl wurde 1544 als vierter Sohn von Gustav I. Wasa von Schweden und dessen zweiter Gemahlin Margaretha Leijonhufvud geboren und starb 1544.
- Karl Ferdinand wurde am 13. Oktober 1613 als vierter Sohn von Sigismund III. von Polen und Schweden und dessen zweiter Gemahlin Constanze von Österreich geboren und starb am 9. Mai 1655. Er war Bischof von Breslau.
- Karl Philipp wurde am 22. April 1601 als zweiter Sohn von Karl IX. von Schweden und dessen zweiter Gemahlin Christine von Holstein-Gottorp geboren und starb am 25. Januar 1622. Er trug den Titel eines Herzogs von Södermanland. Karl war mit Elisabeth Ribbing verheiratet.
- Karl wurde als unehelicher Sohn von Karl IX. von Schweden geboren. Er trug den Titel eines Grafen Gyllenhielm.
- Karl Gustav wurde am 27. Dezember 1686 als fünfter Sohn von Karl XI. von Schweden und dessen Gemahlin Ulrike von Dänemark geboren und starb am 4. Februar 1687.
- Karl Eduard wurde am 26. November 1737 als unehelicher Sohn von Friedrich I. von Schweden geboren und starb am 17. April 1769.
- Karl Gustav wurde am 25. August 1782 als zweiter Sohn von Gustav III. von Schweden und dessen Gemahlin Sophie von Dänemark geboren und starb am 23. März 1783. Er trug den Titel eines Herzogs von Småland.
- Karl Adolf wurde am 3. Juli 1798 als Sohn von Karl XIII. von Schweden und dessen Gemahlin Hedwig von Schleswig-Holstein-Gottorp geboren und starb am 10. Juli 1798.
- Karl Gustav wurde am 2. Dezember 1802 als zweiter Sohn von Gustav IV. von Schweden und dessen Gemahlin Friederike von Baden geboren und starb am 10. September 1805. Er trug den Titel eines Großherzogs von Finnland.
- Karl Nikolaus August wurde am 24. August 1831 als vierter Sohn von Oskar I. von Schweden und dessen Gemahlin Josephine Beauharnais von Leuchtenberg geboren und starb am 4. März 1873. Er trug den Titel eines Herzogs von Dalekarlien. Karl war mit Therese von Sachsen-Altenburg (1836–1914) verheiratet.
- Karl Wilhelm Ludwig wurde am 17. Juni 1884 als zweiter Sohn von Gustav V. von Schweden und dessen Gemahlin Victoria von Baden geboren und starb am 5. Juni 1965. Er trug den Titel eines Herzogs von Sudermanland. Karl heiratete Maria von Russland, den Sohn Gustav Lennart (* 8. Mai 1909) schenkte.
- Karl Oskar wurde am 27. Mai 1890 als ältester Sohn von Oskar Karl von Wisborg und dessen Gemahlin Ebba von Fulkila geboren. Er trug den Titel eines Grafen von Wisborg. In erster Ehe heiratete er Marianne von Leufsta, die ihm die Kinder Dagmar Ebba (* 10. April 1916), Nils Karl (* 9. Februar 1918 - † 21. April 1920), Oskar Karl (* 12. Juli 1921) und Märtha Elsa (* 14. April 1926) schenkte. In zweiter Ehe vermählte er sich mit Gerty Börjesson, mit der er den Sohn Klaus Oskar (* 17. Juli 1942) hatte.
- Karl Gustav Oskar Friedrich Christian wurde am 10. Januar 1911 als Sohn von Oskar Karl Wilhelm von Westergotland und dessen Gemahlin Ingeborg von Dänemark geboren. Er heiratete Elsa von Rosen, mit der er die Tochter Madeleine Ingeborg (* 8. Oktober 1938) hatte.
- Karl Johann Arthur wurde am 31. Oktober 1916 als vierter Sohn von Gustav VI. von Schweden und dessen erster Gemahlin Margaret von Großbritannien geboren. Er trägt den Titel eines Prinzen von Wisborg. Karl heiratete Kerstin Wijkmark.
- Carl Philipp Edmund Bertil wurde am 13. Mai 1979 als Sohn von Carl XVI. Gustaf von Schweden und dessen Gemahlin Silvia Sommerlath geboren. Er trägt den Titel eines Herzogs von Värmland.

## Prinzen von Sizilien
- Karl Tito Franz Giuseppe Gennaro wurde am 4. Januar 1775 als ältester Sohn von Ferdinand I. von Sizilien und dessen erster Gemahlin Maria Karoline von Österreich geboren und starb am 17. Dezember 1778. Er trug den Titel eines Prinzen von Kalabrien.
- Karl Gennaro Franz Giuseppe wurde am 12. April 1780 als dritter Sohn von Ferdinand I. von Sizilien und dessen erster Gemahlin Maria Karoline von Österreich geboren und starb am 1. Januar 1789.
- Karl Gennaro wurde am 26. August 1788 als fünfter Sohn von Ferdinand I. von Sizilien und dessen erster Gemahlin Maria Karoline von Österreich geboren und starb am 1. Februar 1789.
- Karl Ferdinand wurde am 10. Oktober 1811 als dritter Sohn von Franz I. von Sizilien und dessen zweiter Gemahlin Maria Isabel von Spanien geboren und starb am 22. April 1862. Er war mit Penelope Smith verheiratet.

## Prinzen von Spanien
- Karl wurde am 8. Juli 1545 als Sohn von Philipp II. von Spanien und dessen erster Gemahlin Maria von Portugal geboren und starb am 24. Juli 1568.
- Karl Laurent wurde am 12. August 1573 als zweiter Sohn von Philipp II. von Spanien und dessen vierter Gemahlin Anna von Österreich geboren und starb am 30. Juni 1575.
- Karl wurde am 15. September 1607 als zweiter Sohn von Philipp III. von Spanien und dessen Gemahlin Margarethe von Österreich geboren und starb am 30. Juli 1632.
- Karl Clemens wurde am 19. September 1771 als ältester Sohn von Karl IV. von Spanien und dessen Gemahlin Maria Luisa von Parma geboren und starb am 7. März 1774.
- Karl Dominik wurde am 5. März 1780 als zweiter Sohn von Karl IV. von Spanien und dessen Gemahlin Maria Luisa von Parma geboren und starb am 11. Juni 1783.
- Karl Franz wurde am 5. September 1783 als dritter Sohn von Karl IV. von Spanien und dessen Gemahlin Maria Luisa von Parma geboren und starb am 11. November 1784.
- Karl Maria wurde am 29. März 1788 als sechster Sohn von Karl IV. von Spanien und dessen Gemahlin Maria Luisa von Parma geboren und starb am 10. März 1855. Er trug den Titel eines Herzogs von Molina. Karl heiratete in erster Ehe Maria Franziska von Portugal, mit der er die Söhne Karl (* 31. Januar 1818 - † 13. Januar 1861), Johann (* 15. Mai 1822 - † 18. November 1887) und Ferdinand Maria (* 19. Oktober 1824 - † 2. Januar 1861) hatte. In zweiter Ehe vermählte er sich mit Maria Theresia von Portugal
- Karl wurde am 31. Januar 1818 als ältester Sohn von Karl Maria von Spanien und dessen erster Gemahlin Maria Franziska von Portugal geboren und starb am 13. Januar 1861. Er trug den Titel eines Grafen von Montmolin. Karl war mit Maria von Sizilien verheiratet. Die Ehe war kinderlos.
- Karl wurde am 30. März 1848 als Sohn von Johann von Molina und dessen Gemahlin Maria d’Este geboren und starb am 18. Juli 1909. Er trug den Titel eines Herzog von Madrid. In erster Ehe vermählte er sich mit Margarita von Parma, die ihm die Kinder Blanca Maria (* 7. September 1868 - † 25. Oktober 1949), Jakob Johann (* 27. Juni 1870 - † 2. Oktober 1931), Elvira Maria (* 28. Juli 1871 - † 10. Dezember 1929), Maria Beatrix (* 21. März 1874) und Maria Alicia (* 29. Juni 1876 - † 20. Januar 1975) schenkte. In zweiter Ehe heiratete er Maria Beatrix von Rohan-Guemene.